# Indische Cricket-Nationalmannschaft in Neuseeland in der Saison 1998/99
Die Tour der indischen Cricket-Nationalmannschaft nach Pakistan in der Saison 1998/99 fand vom 18. Dezember 1998 bis zum 19. Januar 1999 statt. Die internationale Cricket-Tour war Bestandteil der Internationalen Cricket-Saison 1998/99 und umfasste zwei Tests und fünf ODIs. Neuseeland gewann die Test-Serie 1–0, während die ODI-Serie 2–2 unentschieden endete.

## Vorgeschichte
Neuseeland nahm zuvor am ICC KnockOut 1998 teil und scheiterte in der Vorrunde. Indien bestritt zuvor ein Turnier in den Vereinigten Arabischen Emiraten.
Das letzte Aufeinandertreffen der beiden Mannschaften fand in der Saison 1995/96 in Indien statt.

## Stadien
Die folgenden Stadien wurden für die Tour als Austragungsort vorgesehen.
| Stadion          | Stadt        | Kapazität | Spiele          |
| ---------------- | ------------ | --------- | --------------- |
| Eden Park        | Auckland     | 50.000    | 4. ODI          |
| Jade Stadium     | Christchurch | 38.628    | 5. ODI          |
| University Oval  | Dunedin      | 6.000     | 1. Test         |
| Seddon Park      | Hamilton     | 10.000    | 3. Test         |
| McLean Park      | Napier       | 22.500    | 2. ODI          |
| Owen Delany Park | Taupō        | 15.000    | 1. ODI          |
| Basin Reserve    | Wellington   | 11.000    | 2. Test; 3. ODI |

## Kaderlisten
Die folgenden Kader wurden von den Mannschaften benannt.
| Test | Test | ODI | ODI |
| Neuseeland | Indien | Neuseeland | Indien |
| --- | --- | --- | --- |
| - Nathan Astle - Matthew Bell - Chris Cairns - Simon Doull - Stephen Fleming - Matt Horne - Craig McMillan - Dion Nash - Adam Parore - Roger Twose - Daniel Vettori - Paul Wiseman | - Mohammad Azharuddin - Rahul Dravid - Sourav Ganguly - Ajay Jadeja - Anil Kumble - Nayan Mongia - Venkatesh Prasad - Navjot Sidhu - Harbhajan Singh - Robin Singh - Javagal Srinath - Sachin Tendulkar | - Geoff Allott - Chris Cairns - Simon Doull - Chris Drum - Stephen Fleming - Chris Harris - Matt Horne - Gavin Larsen - Craig McMillan - Adam Parore - Dion Nash - Roger Twose - Daniel Vettori - Bryan Young | - Mohammad Azharuddin - Nikhil Chopra - Rahul Dravid - Sourav Ganguly - Ajay Jadeja - Hrishikesh Kanitkar - Anil Kumble - Nayan Mongia - Venkatesh Prasad - Robin Singh - Javagal Srinath - Sachin Tendulkar |

## Tests

### Erster Test in Dunedin
| 18. – 22. Dezember Scorecard | Dunedin | Neuseeland     | – | Indien |
|                              |         | Spiel abgesagt |   |        |

### Zweiter Test in Wellington
| 26. – 30. Dezember Scorecard | Wellington (BR) | Indien 208 (65.4) & 356 (115)    | – | Neuseeland 352 (148.4) & 215-6 (60.3) |
|                              |                 | Neuseeland gewinnt mit 4 Wickets |   |                                       |

### Dritter Test in Hamilton
| 26. – 30. Dezember Scorecard | Hamilton | Neuseeland 366 (121.2) & 464-8 (137.5) | – | Indien 416 (128.3) & 249-2 (52.1) |
|                              |          | Remis                                  |   |                                   |

## One-Day Internationals

### Erstes ODI in Taupō
| 9. Januar Scorecard | Taupō | Indien 257-5 (50)                             | – | Neuseeland 200-5 (38/39) |
|                     |       | Neuseeland gewinnt mit 5 Wickets (D/L method) |   |                          |

### Zweites ODI in Napier
| 12. Januar Scorecard | Napier | Neuseeland 213 (49.3)        | – | Indien 214-8 (49.5) |
|                      |        | Indien gewinnt mit 2 Wickets |   |                     |

### Drittes ODI in Wellington
| 14. Januar Scorecard | Wellington (BR) | Indien 208-4 (32/32) | – | Neuseeland 89-2 (12.1/32) |
|                      |                 | No Result            |   |                           |

### Viertes ODI in Auckland
| 16. Januar Scorecard | Auckland | Neuseeland 207-7 (50)        | – | Indien 208-5 (43.5) |
|                      |          | Indien gewinnt mit 5 Wickets |   |                     |

### Fünftes ODI in Christchurch
| 19. Januar Scorecard | Christchurch | Neuseeland 300-8 (50)          | – | Indien 230 (45.3) |
|                      |              | Neuseeland gewinnt mit 70 Runs |   |                   |